# Бюст Антиноя (Берлин, Sk 366)
Бюст Антиноя — колоссальный древнеримский мраморный скульптурный портрет греческого юноши Антиноя, фаворита и возлюбленного римского императора Адриана. Он запечатлён в образе синкретического божества Диониса-Осириса, либо Гермеса. Этот портрет являлся вариантом так называемого мондрагонского типа Антиноя.

## Описание
Бюст выполнен из белого крисаллического мрамора. Его высота составляла 52 сантиметра, голова от подбородка до макушки — 34,5 сантиметра, до кроны — 23 см. По виду причёски голова относится к так называемому мондрагонскому типу: длинные пряди волос разделены ровным пробором, они лёгкими волнами симметрично спадают на лоб и крупнокудрявыми гирляндами идут назад, над ушами, собираются на затылке в широкую косу, спускающуюся по шее назад. Открытый участок лба представляет собой высокий треугольник. Волнистые локоны волос идут с макушки вниз, покрывают голову куполообразно. Пряди волос, которые спадали за ушами на плечи спереди утеряны. Перед ушами находится по одной слегка волнистой пряди волос (в отличие он кудрявых на иных портретах этого типа). Голова перехвачена обручем из витой ленты, на котором в области висков прикреплены атрибуты-крылья. Голова в прошлом была разбита на две части. В ходе старинной реставрации добавлены нижняя часть шеи, части глаз, нос, включая рот, подбородок и отдельные части волос, латеральные части крыльев, шея и бюст. Лицо имеет характерные для иконографии Антиноя черты: незначительный поворот головы, слегка изогнутые прямые расчерченные волосками брови, прямой нос, полные губы и щёки. При этом традиционный для портретов Антиноя овал лица несколько заостряется к подбородку. Глаза не имеют роговицы и зрачков. Голова повёрнута вправо, что характерно для портретов этого типа. Учёные интерпретируют мондрагонский образ как изображение синкретического умирающего и воскрешающегося божества Диониса-Осириса. При этом крылья на голове являются узнаваемым атрибутом Гермеса. Однако характер причёски и известные портреты Диониса с крыльями позволяют исследователям интерпретировать скульптуру в пользу последнего, что оспаривается другими учёными.

## История
После трагической гибели в 130 году н. э. своего фаворита и возлюбленного Антиноя римский император Адриан обожествил его. До самой смерти правителя в 138 году н. э. по всей стране создавались многочисленные скульптуры юноши. Она была вырезана в 130—140-х годах н. э..
Бюст Антиноя происходит из коллекции кардинала Мельхиора де Полиньяка. Из-за характерного «полубюста» предполагается, что его реставрацию первоначально повёл французский скульптор Ламбер Сигиберт Адам. В 1742 году при посредничестве антиквара Джованни Людовико Бранкони бюст был продан королю Пруссии Фридриху Великому. В 1763—1764 годах его разместили в картинной галерее резиденции Сан-Суси. В 1830 году скульптура была выставлена в недавно открывшемся берлинском Старом музее, где получила инвертарный номер «Sk 366» и составлял пару второму портрету по мондрагонскому типу («Sk 365»).